# TomTom
TomTom (Euronext: TOM2), compañía de los Países Bajos, es un fabricante de sistemas de navegación para automóviles, motocicletas, PDA's y teléfonos móviles. Es el principal fabricante de sistemas de navegación en Europa[cita requerida], con oficinas en Ámsterdam, Londres, Taipéi, Shanghái, Eindhoven, Estocolmo, Edimburgo, Madrid, Lisboa, Sídney, Berlín, Leipzig, Múnich, Milán, Estambul y París.

## Historia
En 1991, Peter-Frans Pauwels y Pieter Geelen, recién graduados en la Universidad de Ámsterdam, comenzaron en la compañía Palmtop para desarrollar aplicaciones para la primera generación de computadoras de mano. En ese momento, la mayoría de las aplicaciones estaban orientadas a los negocios, pero con el éxito de las series Psion, comenzaba a estar claro que la gente también necesitaba organizadores personales. La empresa inició el desarrollo comercial de aplicaciones, incluyendo varios diccionarios, productos de finanzas personales, juegos y planificadores de rutas.
Estas aplicaciones consiguieron ventas a nivel mundial que permitieron incorporar al equipo a Corinne Vigreux en 1994. El mercado de dispositivos de mano se expandió rápidamente, especialmente después del éxito del Palm Pilot en 1996, y el crecimiento de la primera generación de los dispositivos basados en el Sistema Operativo de Microsoft. Palmtop desarrollaba aplicaciones para todos esos dispositivos.
En 2001, Harold Goddijn, ex-CEO de Psion, se convirtió en el cuarto socio, y cambió el nombre de la compañía a TomTom. TomTom lanzó el primer sistema móvil para navegación en coche, TomTom Navigator. 
TomTom Navigator 2 llegó al mercado en la primavera de 2003. TomTom persuadió a Mark Gretton, ex-CTO de Psion para liderar un equipo de hardware, con el fin de desarrollar todo un nuevo producto de navegación. Alexander Ribbink, ex-vicepresidente de Mars Incorporated, llegó a TomTom en noviembre de 2003 para dirigir la mercadotecnia de la creciente gama de productos. TomTom GO, un sistema de navegación independiente para coches, apareció en la primavera de 2004. En otoño, la compañía anunció TomTom Mobile, una nueva solución de navegación que permitía ejecutar un sistema de navegación de coche en un teléfono inteligente.
TomTom se hizo pública el 27 de mayo de 2005. Está incluida en Euronext Ámsterdam bajo el símbolo TOM2. La compañía creció aproximadamente 125 millones de euros hasta su primera Oferta Pública de Valores. TomTom entró en el Índice AEX el 2 de marzo de 2006.
En 2009 TomTom fue reconocida como una de las marcas más prestigiosas del mercado español, al ser incluida en el listado de Superbrands(organización independiente y referente de la construcción de marca), en la publicación de un estudio sobre el mercado español.

### Hitos destacados
- 1991 - TomTom nace en Ámsterdam por iniciativa de Pieter Geelen, Peter-Frans Pauwels y Corinne Vigreux.
- 1998 - Siete años después logra convertirse en líder en software para PDAs.
- 2001 - Con la llegada de Harold Goddijn a la presidencia, TomTom gira hacia la especialización en sistemas de navegación para vehículos.
- 2002 - Aparece el primer producto de navegación para PDAs, el TomTom Navigator.
- 2003 - Aparición de TomTom Navigator 2 y comienzo del desarrollo de un producto de navegación todo en uno.
- 2004 - Sale al mercado el TomTom GO, primer dispositivo de navegación portátil y producto emblemático de la compañía.
- 2005 - Lanzamiento de TomTom RIDER, primera solución de navegación para motocicletas y scooters. Adquisición de Datafactory AG.
- 2006 - TomTom se hace con Applied Generics Limited.
- 2007 - Crean la unidad de negocio AUTO con 90 ingenieros de automoción. Se incorpora a los productos el reconocimiento de voz.
- 2008 - TomTom completa la adquisición de Tele Atlas, uno de los principales proveedores de mapas digitales.

## Productos y servicios

### Tecnologías
- Tecnología IQ Routes: calcula la ruta más rápida a cualquier hora del día, basándose en la experiencia de conducción de millones de usuarios de TomTom. Permite predecir de la duración de las rutas y las estimaciones de retrasos. Los cálculos del dispositivo tienen en cuenta los factores que pueden prolongar el viaje en función de datos objetivos, resultantes de años de recopilar mediciones anónimas medias de la velocidad en las distintas vías.

- TomTom Map Share: posibilita beneficiarse de los miles de correcciones gratuitas que la comunidad de usuarios de TomTom efectúa a diario a través de la web.

- EasyPort: sistema de sujeción ultracompacto para dispositivos portátiles, incluida en las gamas START, GO, ONE y XL. El soporte permite el pliego del dispositivo sobre la parte trasera, de modo que el conjunto resulta lo suficientemente pequeño como para caber en cualquier bolso, bolsillo o guantera cuando no se está utilizando.

- Tecnología Open LR: Tecnología de geoposicionamiento dinámico como estándar abierto para la industria de la navegación, mapas e ITS. Diseñada para los sistemas de información de tráfico y guías de rutas dinámicas. Puede ser fácilmente adaptada a los requisitos de los integradores de sistema y la comunidad técnica puede contribuir a mejorarla con sus ideas.

- HD Traffic: Servicio de TomTom basado en medidas anónimas de teléfonos móviles en movimiento, que en una proporción notable están en automóviles. El análisis de estos datos facilita información de las carreteras principales y secundarias. El servicio HD Traffic se optimiza con la información que los usuarios de TomTom comparten anónimamente con el resto, lo que proporciona información más fiable y para territorios más extensos.

### Divisiones
TomTom basa su actividad en cuatro líneas de negocio: PND (Dispositivos de navegación portátil de consumo), TELEMATICS (gestión de flotas de vehículos), Automotive (Área de automoción de creación de productos para la industria de fabricantes de automóviles) y Tele Atlas (compañía de suministros y creación de mapas digitales).

#### TomTom Telematics: gestión de flotas de vehículos
TomTom Telematics es una unidad de negocio de TomTom que se dedica a la gestión de flotas y a la prestación de Telemática para vehículos y coches conectados. WEBFLEET es una solución como servicio (SaaS, Software as a Service) que utilizan empresas de todos los tamaños para mejorar el rendimiento de sus vehículos, ahorrar combustible, proporcionar asistencia a los conductores e incrementar la eficiencia de toda la flota. Además, TomTom Telematics proporciona servicios al sector de los seguros y el alquiler, a importadores de vehículos y a empresas que se dirigen tanto a otros negocios como a los consumidores.
- TomTom GO 7000: la navegación para conductores profesionales que permite mantener la conexión con la oficina.
- TomTom LINK 300: una pequeña caja negra instalada en el vehículo que sirve como un HUB permanente para la oficina.
- TomTom WEBFLEET: permite la coordinación de movimientos desde la oficina así como el control de los vehículos comerciales de manera en línea,  la realización de informes, y el envío y recibo de mensajes. Disponible las 24 horas del día desde cualquier PC con acceso a Internet.

#### Tele Atlas
Tele Atlas es una compañía especializada en proveer mapas digitales y contenido dinámico. La información constituye la base de una amplia gama de sistemas de navegación particulares en las aplicaciones para móvil e Internet que permiten a los usuarios encontrar las personas, lugares, productos y servicios que necesitan, estén donde estén. La compañía trabaja además con Business Partners los cuales confían su base de datos de mapas digitales para el desarrollo de aplicaciones críticas como emergencias, negocios, flota, así como servicios e infraestructuras.

#### Automoción: creación de productos para la industria de fabricantes de automóviles
a.BU Automotive busca la integración de la tecnología en el salpicadero gracias a la experiencia en automoción. En octubre del 2007, se anunció la disponibilidad del primer dispositivo de navegación integrado en las radios de los coches Toyota. En la actualidad siguen expandiendo su mercado de navegación integrada por todo el mundo.
b.Los principales modelos disponibles en España son Blue&me y Carminat así como los modelos integrados y semi-integrados. Las marcas con las que trabaja actualmente TomTom son: FIAT, SEAT, RENAULT y FORD.

#### TomTom PND
Es el principal foco de negocio de TomTom, se divide en varias áreas: 
a. MÓVIL Y PDA:
- TomTom app para iPhone y iPod touch: tecnología de navegación paso a paso diseñada en exclusiva para el iPhone o iPod Touch. La aplicación ofrece las mismas características de TomTom, incluyendo la tecnología IQ Routes™ y la indicación de carriles en carretera. 
La versión 1.3 de la aplicación incluye funciones como:
- Búsqueda local mediante Google
- Zoom táctil
- Modo día/noche automático que calcula cuándo sale y se pone el sol para ajustar el brillo de la pantalla
- Regulador de música que baja el volumen de la música cuando llega una instrucción y lo incrementa después de recibido el comando
- “Añadir a mi TomTom” que permite guardar ubicaciones desde otras aplicaciones del iPhone

- TomTom Car Kit para iPod Touch: incluye sujeción segura, receptor GPS integrado , instrucciones por voz alta y clara, salida de audio para reproducir música, giro para una colocación óptima, y permite la carga del iPod touch en el coche.
- TomTom Car Kit para iPhone para instalación en el coche: incluye sujeción segura, receptor GPS integrado, instrucciones por voz alta y clara, llamadas manos libres, salida de audio para reproducir música, giro para una colocación óptima, y permite la carga del iPhone en el coche.  
- TomTom Car Kit para iPhone: incluye sujeción segura, recepción GPS, instrucciones por voz alta y clara, llamadas manos libres, carga el iPhone en el coche, giro para una colocación óptima y salida de audio para reproducir música.
- NAVIGATOR 7 para teléfonos inteligentes con Windows – Mapas y software en tarjeta micro-SD: navegación en el teléfono móvil. Incluye mapa de Europa Occidental.
b. MOTOS: 
- TomTom RIDER Europe 2nd Edition: Incluye: pantalla táctil de 3,5 pulgadas, puede usarse con guantes, tecnología Map Share™ (actualizaciones diarias de mapas), garantía de actualización de mapa de Europa Occidental, montura RAM y conexión de casco Cardo®.
- TomTom Urban Rider: Incluye menú simplificado, pantalla compatible con guantes, indicación avanzada de carriles, IQ Routes™, Map Share™.
- TomTom Rider Pro: Incorpora un auricular Bluetooth® para obtener instrucciones de voz altas y claras y atender llamadas telefónicas mientras conducen.
- TomTom RIDER 3 Edition: Incluye: pantalla táctil de 3,5 pulgadas (9cm) 320x240, puede usarse con guantes, menú más intuitivo (el menú principal incluye sólo dos botones), indicación de carriles en carretera e IQ Routes (calcula las rutas dependiendo del momento del día)
Pro Europe Incluye auriculares inalámbricos Cardo®
Urban Rider Europe
Urban Rider Regional
c. PND PARA AUTOMÓVIL:
está compuesto por tres gamas:
- Gama GO: incluye Guía Repsol, TomTom IQ Routes™, mapas de Europa, EE. UU. y Canadá, Tecnología [TomTomMap Share™, llamadas manos libres, instrucciones y control por voz, tecnología avanzada de posicionamiento y alertas de radares fijos.
TomTom GO 550: mapas España, Portugal y Andorra
TomTom GO 750: mapas Europa 45
TomTom GO 950: mapas Europa, Estados Unidos, Canadá
TomTom Go Live 1000: primer dispositivo de navegación de TomTom que proporciona servicios en tiempo real. Características: 
- Procesador ARM 11 de 500 MHz
- Interfaz basada en Webkit
- Pantalla táctil
- TomTom HD Traffic™, alerta sobre radares móviles y búsqueda local en 16 países
- Conectividad en tiempo real en 33 países europeos
- Integración con aplicaciones de terceros
- Descarga de contenidos y aplicaciones a través de cable o de forma inalámbrica

- Gama media IQR (ONE, XL Y XXL): incluyen Tecnología IQ Routes (Rutas inteligentes), Indicación de carriles en carretera, Garantía de mapa más actualizado, Mapas de Europa Occidental y central (42 países),  Tecnología TomTom Map Share™, Soporte EasyPort, y Alertas de radares fijos 
TomTom XXL IQ Routes™ Europa (Pantalla panorámica XXL de 5”).
TomTom XL IQ Routes Europa 42 e Iberia (Pantalla panorámica XL de 4,3”).
TomTom ONE IQ Routes Europa 42 e Iberia (Pantalla de 3.5”).
- Gama inicial START: incluyen Menú simplificado, Tecnología IQ Routes (Rutas inteligentes), Mapa de Europa (42 países),  Garantía de mapa actualizado, Tecnología TomTom Map Share™,  Fundas y carcasas de colores a juego (opcionales), y Soporte EasyPort 
TomTom Start Europe – Blanco 7 Negro e Iberia (negro)

## Puntos de Interés
Los productos de TomTom permiten hacer uso de los más conocidos como "PDIs" (Puntos de Interés) o "POIs" (por sus siglas en inglés). Es posible añadir una posición en el mapa, y darle un nombre y categoría, para posteriormente acceder a ella (y usarla como destino, por ejemplo). Es posible asignar una imagen (icono) a la categoría, que se mostrará en el mapa. Los PDIs pueden ser configurados para que se avise, mediante un sonido y el icono en pantalla, al conductor de su presencia. Esto ha hecho que miles de usuarios hagan uso de este sistema como "avisador de radares" en las carreteras. Existen diversas webs y foros que facilitan, listas para ser incluidas en la tarjeta de memoria de nuestro TomTom/PDA/Teléfono, una serie de ficheros, categorizados y actualizados con la lista de radares de la geografía española. También existen para otros países. La gama GO de TomTom incluye los puntos de interés de la Guía Repsol.
Esto cambió con los dispositivos "LIVE" ya que de ahora en adelante los PDIs serán únicamente los accesibles desde el software Tom Tom Home

## TomTomGO  mobile
- Versión de Android: desde 4.0.3
- Desarrollador: TomTom International BV
- Descárgalo en: Google Play
- Precio: Gratis con compras integradas
- Categoría: Viajes y guías